# Jean de Blaisy
Jean de Blaisy, né vers 1340 et mort à la bataille de Nicopolis le 25 septembre 1396, est un noble combattant de la guerre de Cent Ans au service du duc de Bourgogne Philippe le Hardi puis du roi de France Charles VI.

## Biographie

### Famille
Jean III de Blaisy, né vers 1340, seigneur de Mauvilly, est le fils de Geoffroy II de Blaisy, chevalier, probablement mort en 1372,, et de sa seconde épouse, Jeanne de Rupt, mariée en 1341 et morte en 1358,.
La famille de Blaisy descend de celle de Bernard de Clairvaux,. C'est le grand-père de Jean, Alexandre Ier de Blaisy, mort en 1341, qui acquiert la maison-forte de Mauvilly. Le père de Jean, Geoffroy II de Blaisy, sire de Mauvilly, chevalier, est chambellan du duc de Bourgogne Philippe le Hardi. Le 1er août 1366, Philippe le Hardi l'institue gouverneur du duché en son absence, chargé de lutter contre les Grandes compagnies,.

### Dans l'entourage du duc de Bourgogne et de Charles VI
Au service du duc de Bourgogne Philippe de Rouvres, Jean de Blaisy, encore écuyer, fait partie des otages retenus en Angleterre en 1361 pour servir de garantie en conséquence du traité de Guillon,. En 1366, devenu chevalier, il combat les routiers dans le duché de Bourgogne,.
En 1368-1369, il accomplit le voyage de Prusse, avec d'autres seigneurs. En 1374 et en 1377, il sert le roi de France Charles V en commandant dix écuyers en Basse-Normandie, sous l'amiral Jean de Vienne,. En 1378, il devient capitaine de Condé-sur-Noireau, office qu'il possède encore en 1383.
Le 17 novembre 1381, il est nommé « capitaine des gens d'armes ordonné pour la garde du corps du roy »,. Il commande alors cinq autres chevaliers et seize écuyers. Il est ainsi attesté dans l'entourage de Charles VI à la bataille de Roosebeke le 27 novembre 1382. Il sert en Écosse contre les Anglais en 1384 et en 1385. En 1386, il participe à la demande Charles VI au projet d'invasion de l'Angleterre, notamment au camp de L'Écluse au mois d'octobre. En 1387, il fait partie d'une ambassade envoyée en Bretagne pour tenter d’apaiser les tensions entre le duc Jean IV et Olivier de Clisson,. Il prépare une nouvelle expédition navale, abandonnée, pour débarquer en Angleterre. Même s'il est plus un exécutant qu'un décideur, il a alors la confiance de l'entourage royal.

### Contre les Grandes compagnies

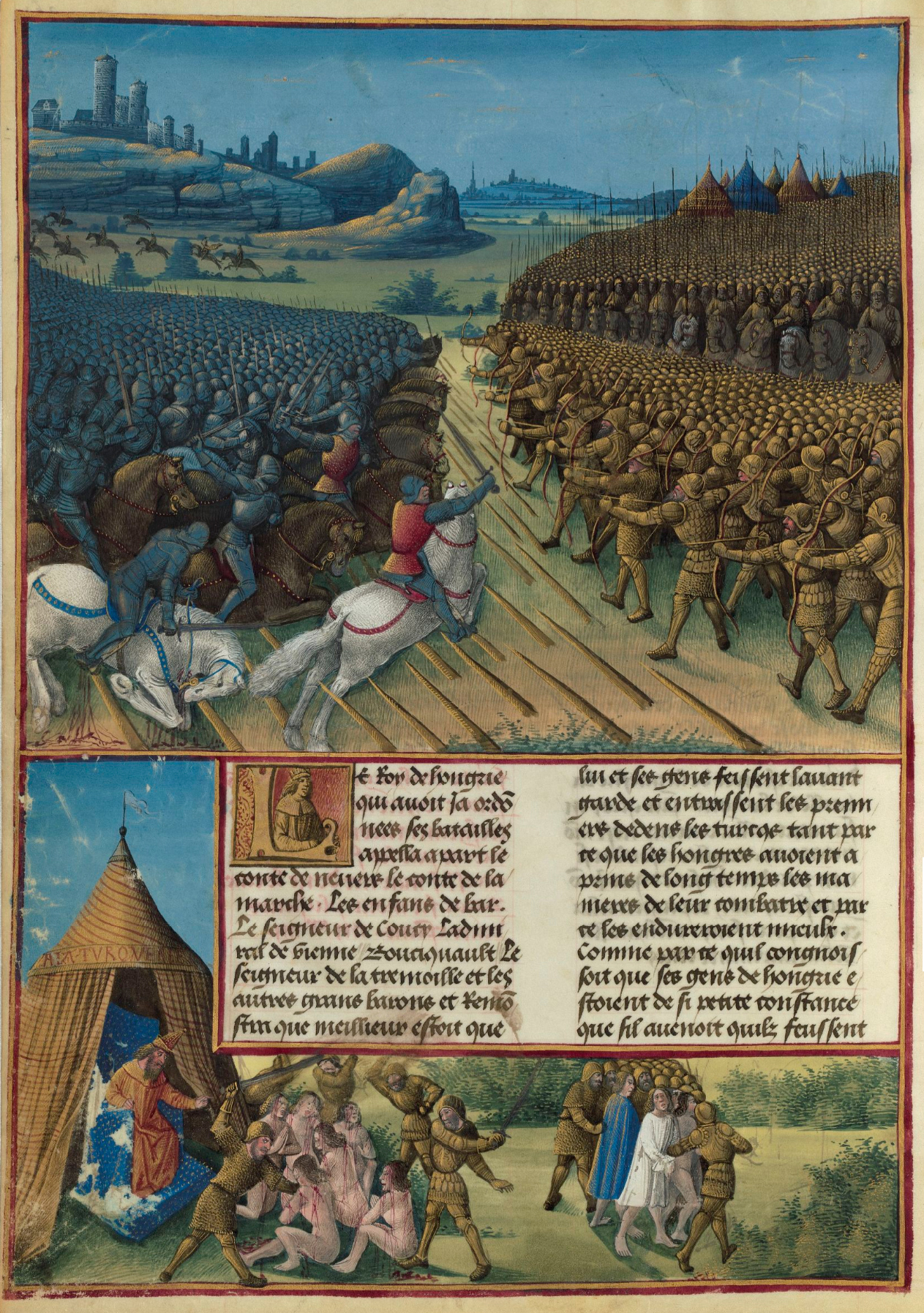
La bataille de Nicopolis. Sébastien Mamerot, Les Passages d’Outremer, vers 1472-1475.

De 1388 à 1392, le roi Charles VI gouverne seul sans ses oncles, en s'appuyant sur les marmousets. Jean de Blaisy n'est pas lui-même un marmouset, mais à cette époque exerce alors des responsabilités importantes.
En 1389-1391, Jean de Blaisy combat et négocie avec les routiers en Auvergne et dans le Sud-Ouest. En 1389-1390, alors qu'il participe au voyage de Charles VI en Languedoc, il est chargé par le roi d'y lever de l'argent pour négocier avec les routiers l'évacuation de forteresses qu'ils occupent,. Il réussit à obtenir l’évacuation de plusieurs forteresses : Raymond-Guillaume de Caupenne abandonne le château de Carlat, Bernard bâtard de Garlance laisse celui d’Alleuze et Chopi de Badefol en fait de même avec celui de Turlande. Le 9 avril 1391, il conclut un accord avec Jean de Tournemire qui achète le pardon royal et promet de livrer son cousin, le routier Mérigot Marchès. Ce dernier est remis au sénéchal d’Auvergne, Pons de Langeac, à la fin mai 1391.
Jean de Blaisy revient en Île-de-France en mai 1391 en même temps que Mérigot Marchès. Lors du procès de ce dernier, il est un des membres importants — après le prévôt de Paris, Jean de Folleville, et Robert de Béthune, vicomte de Meaux — de la commission qui en juillet 1391, le condamne à la décapitation pour traîtrise envers le roi.
En 1392, il devient capitaine de la ville et vicomté de Paris, commandant à vingt hommes d'armes. C'est un poste de confiance. Malgré sa proximité avec les marmousets, il échappe à leur disgrâce grâce à la protection de Philippe le Hardi,.
Il fait partie des seigneurs bourguignons désignés par Philippe le Hardi pour accompagner et conseiller son fils Jean comte de Nevers au « voyage de Hongrie ». Comme beaucoup d'entre eux, il meurt à la bataille de Nicopolis en septembre 1396,. Ce destin fait qu'il n'est pas enterré dans la chapelle de Blaisy de la Sainte-Chapelle de Dijon, contrairement à une grande partie de sa famille.

### Mariage et descendance
Jean III de Blaisy épouse Jeanne Damas de Marcilly. Ils ont deux fils, Hugues et Alexandre III, seigneurs de Mauvilly et de Blaisy.

### Personnage littéraire
Dans les années 1390, Philippe de Mézières essaye de faire renaitre son grand projet de la création d’un ordre de chevalerie, religieux et militaire. Dans la troisième version de son Livre de la chevalerie de la Passion de Jésus-Christ (1396), il fait de Jean de Blaisy un des quatre « évangélistes » — les trois autres étant Robert l'Ermite, Othon de Grandson et Louis de Giac — qui diffusent la nouvelle de la création de son ordre de chevalerie,.
Dans son Épître lamentable et consolatoire sur le fait de la desconfiture lacrimable du noble et vaillant roy de Honguerie écrite en 1396 après la défaite de Nicopolis, Philippe de Mézières affirme que Jean de Blaisy lui est apparu en rêve pour lui raconter les causes de la défaite. Dans son rêve, Jean de Blaisy raconte à Philippe de Mézières une parabole qui explique la défaite par l'absence de discipline, d'obéissance et de justice dans l'armée,.

## Héraldique
| Blason | Blasonnement : D’or, semé de six coquilles, trois en chef et trois en pointe, à la fasce de sable chargée d’une croisette |